# Legacy: The Absolute Best
Legacy: the Absolute Best (с англ. — «Наследие: абсолютно лучшее») — один из сборников хитов американской рок-группы The Doors, выпущенный на двух CD в августе 2003 года.

## Об альбоме
Сборник содержит первоначальную, «нецензурную» версию песни Break on Through (To the Other Side) с восстановленной строчкой «She gets high», а также композицию The End, где Моррисон не очень навязчиво, но достаточно разборчиво несколько раз употребляет слово fuck во время музыкальной интерлюдии. В альбом также включена студийная живая запись Celebration of the Lizard, записанная в 1969 году, и с тех пор ни разу не издававшаяся.
Альбом дебютировал в Billboard 200 30 августа 2003 года под номером 63. Оставалось в чарте в течение 4-х недель.

## Список композиций
Авторство песен сборника — The Doors (Денсмор, Кригер, Манзарек, Моррисон) за исключением обозначенных отдельно.
Диск 1
1. «Break On Through (To the Other Side)» (с англ. — «Прорвись (На ту сторону)») — 2:29
2. «Back Door Man» (с англ. — «Мужчина, заходящий с чёрного хода») (Диксон) — 3:34
3. «Light My Fire» (с англ. — «Зажги мой огонь») — 7:08
4. «Twentieth Century Fox» (англ. «Красотка XX столетия») — 2:23
5. «The Crystal Ship» (с англ. — «Хрустальный корабль») — 2:34
6. «Alabama Song» (с англ. — «Песнь Алабамы») (Брехт, Вайль) — 3:19
7. «Soul Kitchen» (с англ. — «Кухня души») — 3:35
8. «The End» (с англ. — «Конец») — 11:46
9. «Love Me Two Times» (с англ. — «Люби меня дважды») — 3:16
10. «People are Strange» (с англ. — «Люди — чужие») — 2:12
11. «When the Music’s Over» (с англ. — «Когда музыка смолкнет») — 11:02
12. «My Eyes have Seen You» (с англ. — «Мои глаза тебя увидели») — 2:29
13. «Moonlight Drive» (с англ. — «Гонка при лунном свете») — 3:04
14. «Strange Days» (с англ. — «Странные дни») — 3:09
15. «Hello, I Love You» (с англ. — «Привет, я люблю тебя») — 2:16
16. «The Unknown Soldier» (с англ. — «Неизвестный солдат») — 3:25
17. «Spanish Caravan» (с англ. — «Испанский караван») — 3:01
18. «Five to One» (с англ. — «Пять к одному») — 4:27
19. «Not to Touch the Earth» (с англ. — «Не касаться земли») — 3:54

Диск 2
1. «Touch me» (с англ. — «Дотронься до меня») — 3:12
2. «Wild Child» (с англ. — «Дикое дитя») — 2:38
3. «Tell All the People» (с англ. — «Скажи всем») — 3:21
4. «Wishful Sinful» (с англ. — «Полная желания, полная греха») — 2:58
5. «Roadhouse Blues» (с англ. — «Блюз придорожного трактира») — 4:04
6. «Waiting for the Sun» (с англ. — «В ожидании солнца») — 4:00
7. «You Make me Real» (с англ. — «Ты делаешь меня настоящим») — 2:53
8. «Peace Frog» (с англ. — «Лягушка мира») — 2:58
9. «Love Her Madly» (с англ. — «Люби её безумно») — 3:18
10. «L.A. Woman» (с англ. — «Женщина из Лос-Анджелеса») — 7:51
11. «Riders on the Storm» (с англ. — «Оседлавшие бурю») — 7:10
12. «The WASP [Texas Radio and the Big Beat]» (с англ. — «Оса [Техасское радио и биг-бит]») — 4:15
13. «The Changeling[англ.]» (с англ. — «Подменыш») — 4:21
14. «Gloria» (с англ. — «Глория») (Ван Моррисон) — 6:18
15. «Celebration of the Lizard[англ.]» (с англ. — «Восхваление ящера») — 17:02

## Участники записи
- Джим Моррисон — вокал.
- Рэй Манзарек — клавишные.
- Робби Кригер — гитара.
- Джон Денсмор — ударные.